# محمد أباد (أنزان الشرقي)
محمد أباد (بالفارسية: محمدآباد) هي قرية تقع في إيران في قسم أنزان الشرقي الريفي. يقدر عدد سكانها بـ 269 نسمة بحسب إحصاء 2016.